# Michelle Ford
Michelle Ford (Sídney, Australia, 15 de julio de 1962) es una nadadora australiana retirada especializada en pruebas de estilo libre larga distancia, donde consiguió ser campeona olímpica en 1980 en los 800 metros.

## Carrera deportiva
En los Juegos Olímpicos de Moscú 1980 ganó la medalla de oro en los 800 metros estilo libre, con un tiempo de 8:28.90 segundos que fue récord olímpico, por delante de las alemanas Ines Diers y Heike Dähne; asimismo ganó el bronce en los 200 metros mariposa, con un tiempo de 2:11.66 segundos, tras dos nadadoras de nuevo alemanas Ines Geissler y Sybille Schönrock.